# Groene Kerk

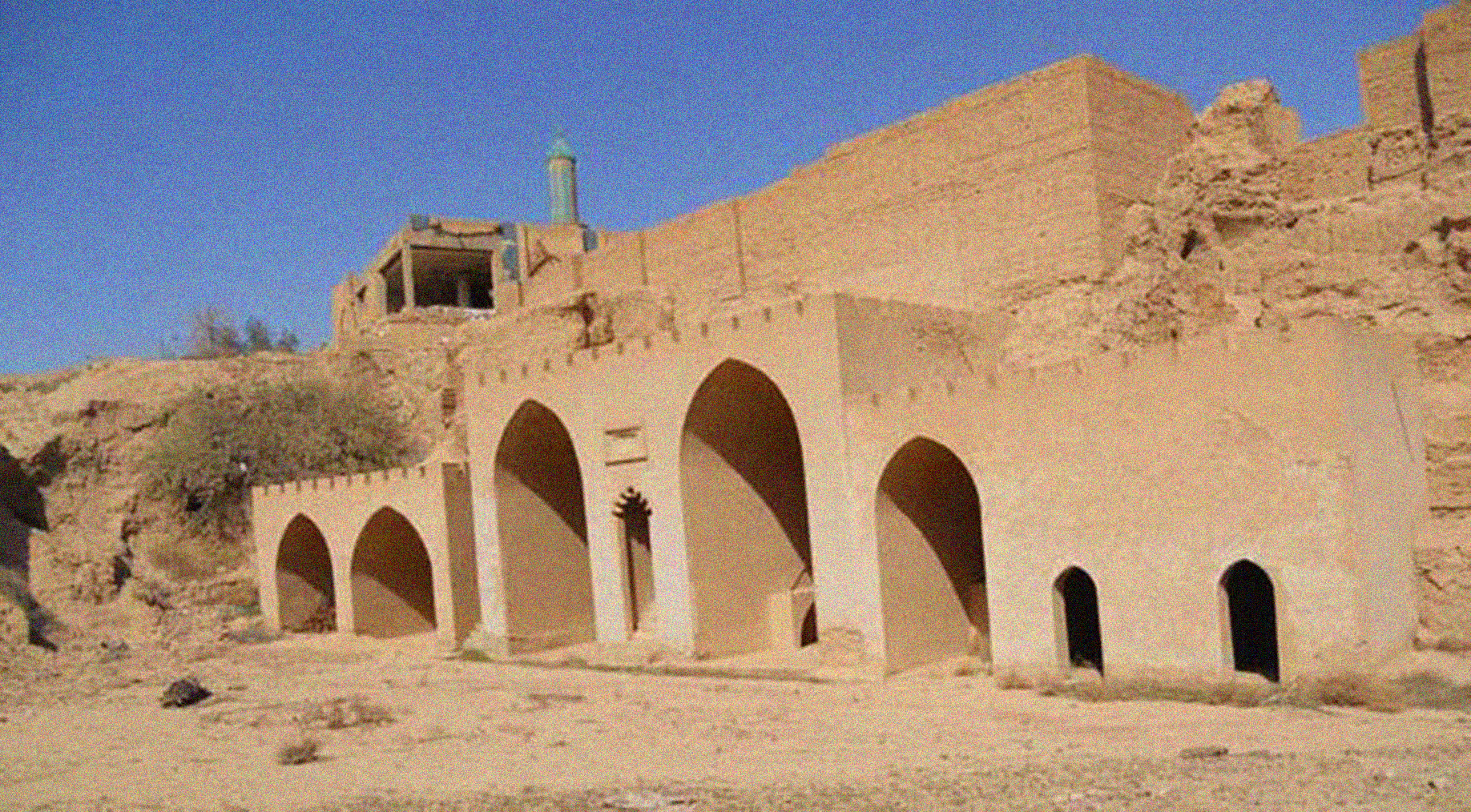
De Groene Kerk in Tikrit (datum foto onbekend)

De Groene Kerk was een Syrisch-orthodoxe kerk in de Iraakse stad Tikrit. De bouw van de kerk werd voltooid in 700, waarmee het een van de oudste Syrisch-christelijke kerkgebouwen ter wereld was. De kerk was genoemd naar de heilige Ahudemmeh, een metropoliet uit de 6e eeuw.
Denha II liet de Groene Kerk in 700 bouwen. Hij werd er zelf in begraven. Andere bekende bisschoppen (Maphrians) die hier werden begraven zijn Youhanon Keeyunoyo, Daniel, Thomas I van Tagrit en Baselios III.
In 1089 werd de kerk geplunderd en deels verwoest. Later werd het gebouw gerestaureerd, waarna het in 1112 werd teruggegeven aan de Syrisch-Orthodoxe Kerk. In 1258 werd het gebouw beschadigd tijdens een invasie van de Mongolen, waarbij de christelijke bevolking werd uitgemoord. De bewoners van het klooster weken tijdens de aanvallen herhaaldelijk uit naar het nabijgelegen Mar Mattaiklooster. Onder hen was Sleeba I.
Op 24 september 2014 is de Groene Kerk door de terreurbeweging IS met explosieven opgeblazen, waarbij het gebouw volledig is verwoest.